# Független politikus
A független politikus vagy párt nélküli politikus olyan politikus, aki nem tartozik egyetlen politikai párthoz sem. [forrás?]

## A politikus függetlenségének gyakori okai
Számos oka lehet rá, hogy valaki függetlenként pályázzon valamilyen politikai jellegű megbízatásra. Például:
- Függetlenként olyan politikát támogat, amelyet a főbb pártok nem.
- Vannak olyan helyek, illetve időszakok, ahol és amikor a választók szívesebben szavaznak függetlenekre, mint pártjelöltekre.
- Vannak olyan országok (mint például Oroszország), ahol egy politikai pártot csak akkor jegyeznek be, ha nagyszámú támogatója van nem csak egy régióban. De bizonyos régiókban a szavazóknak csak a kisebbsége támogatja a nagy pártokat.
- Egyes országokban, mint Kuvait, a pártok egyenesen törvényellenesek, és így minden jelölt függetlenként indul.[1]

Előfordul, hogy  független politikusok személyét még akkor egy párttal társítják, ha ilyen hivatalos kapcsolat nem áll fenn közöttük. Például mert korábban az illető ahhoz a párthoz tartozott, vagy nézetei a pártéhoz hasonlóak, de nem akar a párttal kapcsolatot, vagy nem teheti, mert a párt másik jelöltet választott. Egyesek nemzeti szinten támogatnak egy pártot, akár tagként, de alacsonyabb szinteken nem akarják képviselni, illetve nem akarnak ilyen kötelezettséget.
Amikor valamilyen hivatalért szállnak versenybe, a függetlenek néha választási pártot vagy szövetséget hoznak létre, amelyet akár hivatalosan be is jegyeztethetnek. Ilyen esetekben, még akkor is, ha a „független” szót használják, ezek a szövetségek sok közös vonást mutatnak a pártokkal, különösen ha van egy olyan testület is, amely jóváhagyja a „független” jelölteket.

## Független politikusok az egyes országokban

### Franciaországban
Franciaországban a független politikus megjelölése gyakran sans étiquette (azaz „címke nélküli”). A helyi és regionális választásokon ez gyakori, nemzeti szinten kevésbé. Például José Bové sans étiquette indult a 2007-es elnökválasztáson. A 2017-es elnökválasztáson győztes Emmanuel Macron politikusként kezdetben független volt, elhagyva a Szocialista Pártot, de a választásra megalapította saját pártját (En Marche).
1920-ban Alexandre Millerand lett francia elnök sans étiquette.
2001 és 2008 között a francia belügyminisztérium hivatalos fogalmai közt nem szerepelt a sans étiquette. A jelölteket és a listákat, akik/amelyek ebbe a kategóriába kerülhettek volna, politikai orientációjuk alapján 4 kód alá sorolták: DVG (vegyes baloldali), DVD (vegyes jobboldali), DVC (vegyes közép) és AUT (egyéb). 2008-tól a nem besorolható politikusokra, illetve a magukat politikai hovatartozás szerint nem definiáló polgármesterekre a DIV, illetve a LDIV (vegyes) kódokat használták. A DIV kódot az AUT váltotta.
Amikor 2017 májusában a Macron kinevezte miniszterelnök, Édouard Philippe közzétette kormánynévsorát, a listán számos sans étiquette besorolású politikus szerepelt.

### Németországban
Németországban eleddig Joachim Gauck volt a legprominensebb független politikus, aki 2012 márciusa és 2017 márciusa között az ország elnöke volt. A 2010-es indirekt német elnökválasztáson a független Gauckot a Szociáldemokrata Párt (SPD) és a Zöldek jelölték, a 2012-es választásokon pedig az összes jelentős párt, kivéve a Baloldali Párt (Die Linke). Bár a német elnök jogai korlátozottak, Gauck megválasztása különleges, hiszen a második világháború utáni német politikában független politikusok nagyon riktán töltöttek be magas hivatalt. Olyan független jelölt korábban is volt - mint 1984-ben a Zöldek támogatta Luise Rinser - akinek nem volt reális esélye, hogy a Szövetségi Gyűlés (németül Bundesversammlung) megválassza elnöknek.
A Bundestagban csaknem minden képviselő valamelyik politikai párthoz tartozik. az 1949 óta alkalmazott vegyes arányos választási rendszerben mindenki, aki rendelkezik szavazójoggal, indulhat választókerületi mandátumért.  A parlamenti mandátumok betöltőinek felét választókerületekből választják, egyszerű többségi szavazással. Egy független politikus jelöltté válásához kétszáz támogató aláírás kell, ugyanannyi, mint ha egy parlamenti képviselttel még nem rendelkező párt indítaná. Az 1949-ben tartott első német szövetségi választáson három független is mandátumot nyert, az azóta tartott választásokon azonban egy sem. A német államok szintjén nagyjából ugyanez a helyzet: csak pártpolitikusoknak van reális esélye bekerülni a Landtag törvényhozásokba. A párthovatartozás nélküli állami miniszterek ugyanolyan ritkák, mint a szövetségi kormányban. A járások, városok és egyéb önkormányzatok közgyűléseiben azonban már nem ritkák a függetlenek, akár polgármesterként sem, és különösen Észak-Németországban. Új jelenség, hogy a függetlenek Szabad Szavazók (Freie Wähler, FW vagy FWG) egyesületeket hoznak létre a Landtagba jutáshoz, de ez a stratégia eddig csak Bajoroszágban mutatott fel sikert.

### Magyarországon
Hazánkban az Országgyűlésben jelenleg nem gyakoriak a független parlamenti képviselők. A 199 parlamenti képviselőből a hatályos választási törvény alapján 106 egyéni képviselőként jut be, a maradék 93 pedig pártlistáról. A 106 egyéni képviselő lehet független képviselő vagy pártok által delegált pártképviselő. Ily módon hazánkban maximum 106 független képviselő lehet a Parlamentben a 199 képviselőből. Önmagában már 106 független képviselő is abszolút többségbe kerülhet a törvényhozás során. Ennek az állapotnak az elérését tűzte ki a 106 mozgalom, amely abban látja a törvényhozás és a végrehajtó hatalom (kormány) függetlenítésének lehetőségét, hogy minden egyéni képviselői pozícióba független képviselőt kell bejuttatni.